# Amaurornis
Amaurornis Reichenbach, 1853 è un genere di uccelli della famiglia dei Rallidi. Il nome deriva dal greco amauros, «scuro» o «marrone», e ornis, «uccello».

## Tassonomia
Comprende cinque specie:
- Amaurornis phoenicurus (Pennant, 1769) - gallinella pettobianco;
- Amaurornis olivacea (Meyen, 1834) - gallinella olivacea;
- Amaurornis magnirostris Lambert, 1998 - gallinella delle Talaud;
- Amaurornis isabellina (Schlegel, 1865) - gallinella di Sulawesi;
- Amaurornis moluccana (Wallace, 1865) - gallinella di Wallace.

## Distribuzione e habitat
Le specie del genere Amaurornis abitano l'Asia meridionale dal Kashmir alla Cina sud-orientale, e quasi tutte le isole dallo Sri Lanka e le Andamane verso est fino alle Salomone, verso nord fino ad Hainan e Taiwan, e anche l'Australia del nord.
Tutte le specie abitano su terreni paludosi e su campi di riso.